# Ercuis
Ercuis è un comune francese di 1 419 abitanti situato nel dipartimento dell'Oise della regione dell'Alta Francia.

## Società

### Evoluzione demografica
Abitanti censiti

## Economia
Ercuis è sede dell'omonima azienda di argenteria, fondata nel 1867.